# Parafia Matki Bożej Wspomożenia Wiernych w Lublinie

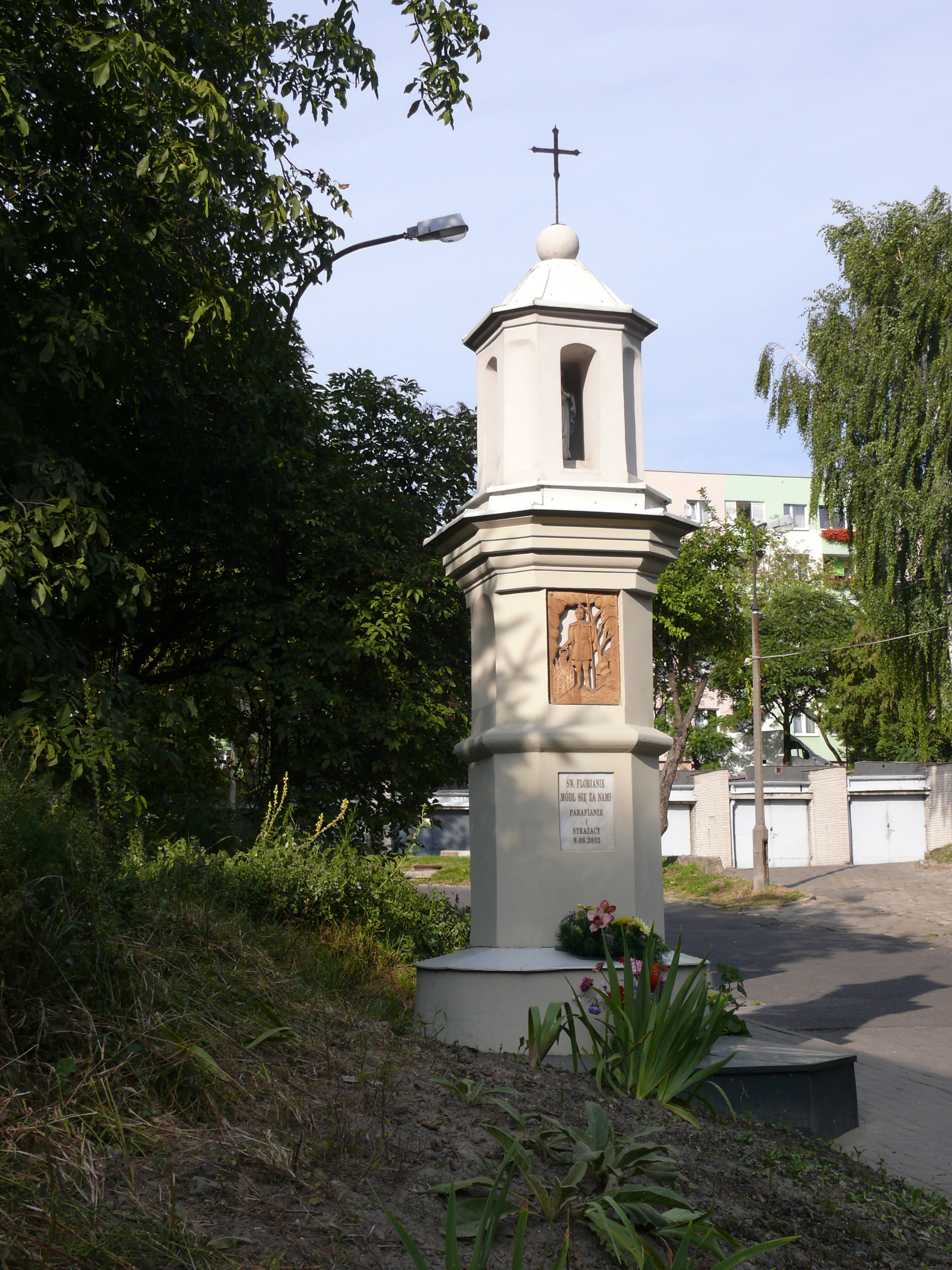
Kapliczka Św. Floriana

 Parafia Matki Bożej Wspomożenia Wiernych w Lublinie – rzymskokatolicka parafia położona w dekanacie Lublin – Wschód należącym do metropolii lubelskiej.

## Historia
Parafia erygowana przez bpa Bolesława Pylaka w dniu 20 grudnia 1979 roku z terenów parafii św. Agnieszki. Powstała przy starym klasztorze i kościele pofranciszkańckim, który zakonnicy opuścili w 1817. Najpierw mieścił się tam skład wojskowy, później szpital i fabryka sukna. W 1913 kościół z klasztorem i ogrodem wykupił Żyd Tadeusz Weisberg, który po przejściu na katolicyzm w 1927 podarował to salezjanom. Rozwinęli oni owocną działalność, prowadząc bursę dla chłopców. 14 stycznia 1976 roku bp Pylak powierzył dotychczasowemu rektorowi kościoła, ks. Janowi Krawcowi prowadzenie duszpasterstwa z prawami proboszcza. Parafia należała do dekanatu miejskiego, od listopada 1982 – do dekanatu – Wschód. 
Na terenie parafii znajduje się zabytkowa kapliczka przydrożna św. Floriana (przy ul. Kalinowszczyzna), zbudowana z cegły i kamienia z wyrytą na blasze postacią św. Floriana gaszącego ogień. 

Księgi parafialne są prowadzone od 1 stycznia 1976 roku (dawne akta i księgozbiór pofranciszkański nie zachowały się). Przy parafii działa biblioteka.

### Kościół parafialny
Projektantem kościoła był inż. Jan Kaizer, salezjanin. W ołtarzu jest obraz MB Wspomożenia Wiernych, malowany na płótnie przez Konstantego Srzednickiego z Krakowa. Poświęcenie ołtarza nastąpiło 29 maja 1949 roku.
Ołtarze boczne w kościele górnym pochodzą jeszcze z 1939 (po lewej – Serca Pana Jezusa, po prawej – św. Jana Bosco). W kościele górnym zakrystia znajduje się za ołtarzem, a w dolnym – obok prezbiterium.

### Zasięg parafii
Do parafii należą wierni z osiedla Lublina – Kalinowszczyzna (Ulice: Białkowska Góra, Dembowskiego, Działkowa, Floriańska, Kalinowszczyzna (nry nieparzyste: 7, 9, 17, 19, 23; parzyste: 8, 10, 12, 14, 14a, 16, 18, 20, 22, 24, 34, 36), Krzemieniecka, Lwowska, Niska, Okrzei, Podzamcze, Sienna i Walecznych).

### Proboszczowie
- ks. Jan Krawiec (od 1976)
- ks. Edward Lisowski
- ks. Janusz Garbacz (2008–2012)
- ks. Michał Kaleta (2012–2018)
- ks. Kazimierz Drozd (2018–2023)
- ks. Adam Świta (od 1 sierpnia 2023)